# Heničeský rajón
Heničeský rajón (ukrajinsky Генічеський район) je rajón v Chersonské oblasti na Ukrajině. Hlavním městem je Heničesk a rajón má přibližně 122 tisíc obyvatel. Od počátku ruské invaze na Ukrajinu je rajón okupován Ruskou federací.